# Zupa szczawiowa

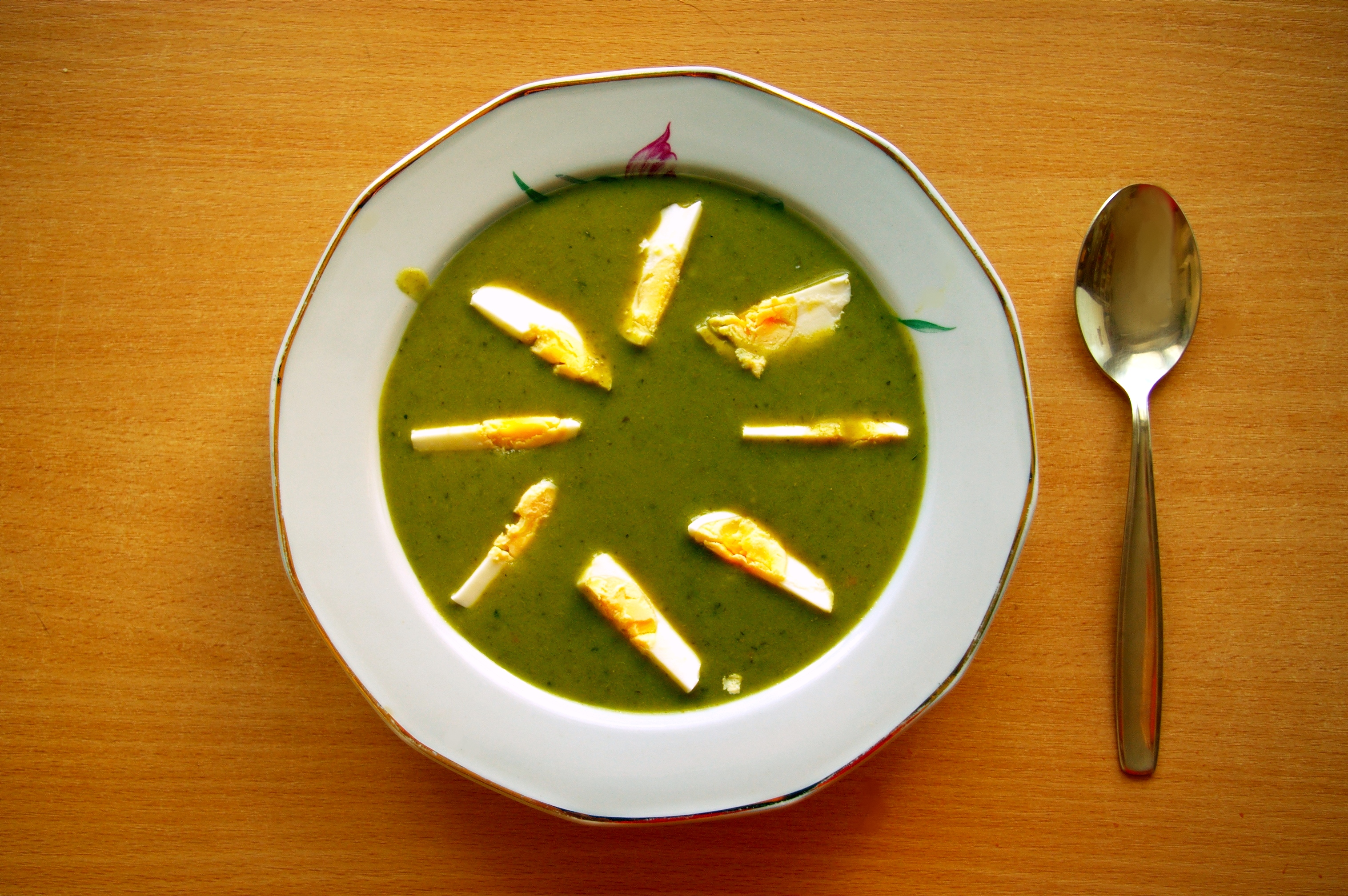
Tradycyjna zupa szczawiowa z jajkiem.

Zupa szczawiowa, szczawiówka – zielona, lekko kwaskowata zupa, której podstawowym składnikiem jest szczaw, należąca do tradycyjnej kuchni polskiej. Ze względu na zastosowanie szczawiu, który nie nadaje się do przechowywania, zupa ze świeżego szczawiu jest letnią potrawą sezonową. Przez cały rok zupę szczawiową można przygotować z dostępnych w handlu koncentratów. Warianty zupy szczawiowej występują również w kuchni innych państw Europy Wschodniej oraz w kuchni żydowskiej.

## Użycie szczawiu

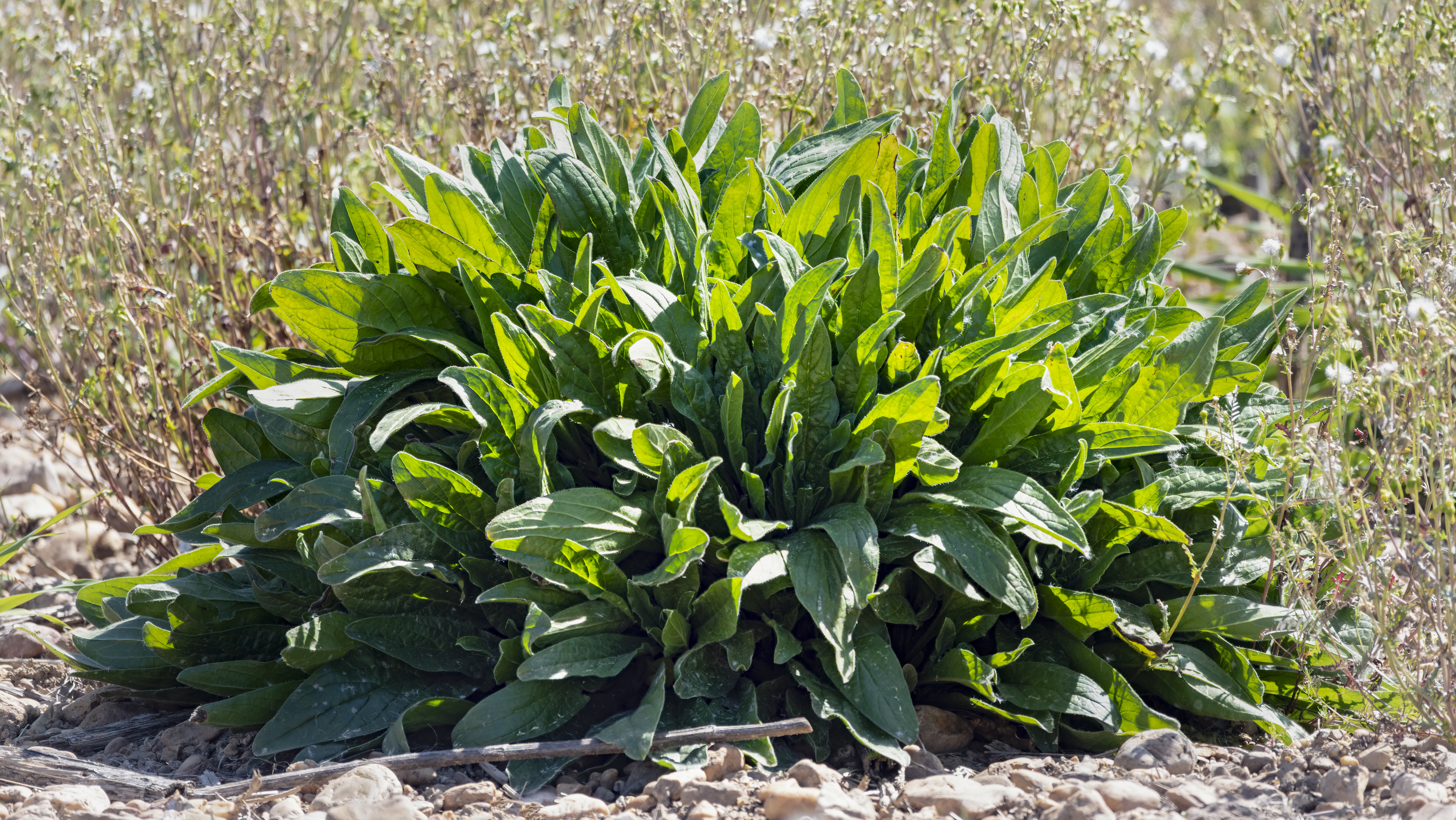
Młody szczaw uprawiany na jarzynę

Do przygotowania dania stosuje się szczaw zwyczajny odmiany ogrodowej lub rzadziej botanicznej. Odmiana ogrodowa jest mniej kwaśna, bardziej delikatna w smaku, a liście są większe i bardziej mięsiste. Liście szczawiu sprzedawane w pęczkach należy wykorzystać wkrótce po kupieniu, ponieważ nie nadają się one do dłuższego przechowywania. Przed dodaniem do zupy należy je przebrać i umyć pod bieżącą wodą. Do zupy wybiera się niepowiędnięte liście oraz młode ogonki liściowe, jeżeli nie są łykowate. Około 30 dag szczawiu ogrodowego pozwala przygotować kilkulitrowy garnek zupy.
Liście szczawiu zawierają szczawian potasu, który wiążąc się w organizmie z wapniem, tworzy nierozpuszczalny i nieprzyswajalny szczawian wapnia. Z tego powodu spożywanie zbyt dużych ilości szczawiu nie jest wskazane, zwłaszcza w przypadku osób cierpiących na kamicę nerkową, reumatyzm czy artretyzm.

## Przygotowanie zupy

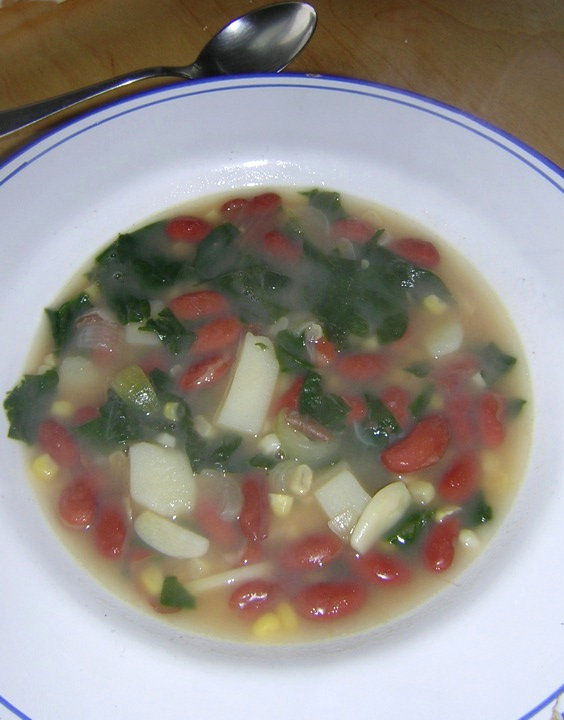
Zupa szczawiowa z ziemniakami, kukurydzą i czerwoną fasolą

Zupę szczawiową spotyka się w dwóch podstawowych wersjach:
- jako zupę na wywarze mięsnym podawaną na ciepło;
- jako zupę-chłodnik z minimalnym użyciem tłuszczu.

Podstawę zupy szczawiowej na ciepło stanowi wywar mięsno-warzywny (bulion, rosół), do którego pod koniec gotowania dodaje się pokrojony szczaw. Warzywa korzeniowe, takie jak ziemniaki i marchew, muszą się ugotować wcześniej, ponieważ po zakwaszeniu wywaru mimo długiego gotowania pozostaną twarde. W różnych odmianach tej zupy szczaw bywa przed dodaniem do wywaru przepuszczany przez maszynkę, albo pokrojony i podsmażany krótko na niewielkiej ilości masła. Zupa na koniec bywa najczęściej zabielana kwaśną śmietaną, a kwaśność regulowana sokiem z cytryny. Bywa też przecierana przez sitko, zagęszczana żółtkiem lub niewielką ilością mąki pszennej. Niezbędnym dodatkiem są jajka na twardo, wariantowo ser twarogowy i koperek.
Klasyczna książka kucharska Lucyny Ćwierczakiewiczowej 365 obiadów... podaje przepis na taką zupę:
Ugotowawszy dobry rosół, usiekać tyle szczawiu, żeby zupa była kwaśna; ten szczaw udusić w maśle, rozprowadzić rosołem i zaprawić śmietaną rozbitą z mąką, dać się raz zagotować i wydać na stół.
Wydana w latach 20. XX wieku Uniwersalna książka kucharska Marii Ochorowicz-Monatowej zaleca:
Ugotować rosół na kościach i odpadkach mięsa. Dobre dwie garście szczawiu obrać z łodyg idących środkiem liścia, opłukać wycisnąć i posiekać na surowo. Dać na masło, aby się udusił i troszkę posolić, by koloru nie stracił. Gdy rosół gotów, zaprawić go 1/2 litrem śmietany kwaśnej rozbitej z łyżką mąki i zagotować razem z uduszonym szczawiem. Do tej zupy podają się jaja faszerowane w łupkach lub jaja na twardo obrane z łupiny i pokrajane w cząstki, licząc po jednem na osobę. Można zamiast jaj podać tylko grzanki.
Szczawiowa na zimno najchętniej spożywana jest w upalne, letnie dni. Gotowanie jest krótkie – pokrojony szczaw wrzuca się do osolonej wody i doprowadza się tylko do wrzenia. W najprostszej wersji, po dodaniu kwaśniej śmietany i doprawieniu tylko szczyptą pieprzu, zupa jest gotowa. Podawana powinna być przestudzona lub schłodzona. Dodatkiem do takiej zupy mogą być: jajka na twardo, odrobina masła oraz ugotowane i podane osobno młode ziemniaki z koperkiem. Zamiast śmietany po przestudzeniu zupę można uzupełnić jogurtem. Tak przygotowana zupa jest lekkostrawna i niskokaloryczna.

## Sposób podania
Zupa szczawiowa to danie obiadowe. Dodatkiem do niej może być świeże pieczywo lub grzanki. Jajka na twardo (połówki albo pokrojone w kostkę) najlepiej dodać do zupy bezpośrednio na talerz, tuż przed podaniem. Nieco bardziej pracochłonnym, ale efektownym dodatkiem zamiast zwykłych jaj gotowanych, może być jajko w koszulce.

## Koncentrat w słoiku
Jako surogat dostępnego sezonowo szczawiu, w domowych warunkach można przygotować pasteryzowany koncentrat zupy szczawiowej. Umyty i pokrojony szczaw dorzuca się partiami do niewielkiej ilości wody w rondlu i miesza. Gdy całość się zagotuje, szczaw zmniejszy mocno swoją objętość. Dodaje się wówczas soli (1 łyżeczka na 1 kg liści) i gotuje przez około minutę. Aby szczaw można było względnie długo przechowywać, należy przełożyć od razu do wyparzonego słoika, zakręcić i pozostawić do wystygnięcia do góry dnem.